# Ulrich Biesinger
Ulrich Biesinger detto Uli (Augusta, 6 agosto 1933 – Augusta, 18 giugno 2011) è stato un calciatore tedesco di ruolo attaccante, campione del mondo nel 1954 con la Nazionale tedesca occidentale.

## Carriera
Biesinger trascorse buona parte della sua carriera, dal 1952 al 1965, all'Augusta.
Conta 7 presenze e 2 gol con la Nazionale tedesca occidentale, con cui esordì il 26 settembre 1954 contro il Belgio (0-2).
Fece parte della selezione che vinse i Mondiali nel 1954, dove tuttavia non scese mai in campo.

## Palmarès

### Nazionale
- Campionato mondiale: 1

Svizzera 1954